# Кибергонка
Кибергонка (англ. Cyberchase) — американо-канадский мультсериал, выходящий с 21 января 2002 года.

## Описание
Хакер задумал свергнуть Материнскую плату и править кибермиром с помощью ботов-помощников Бага и Дилита. Материнская плата призвала в помощь трёх детей с Земли (Джеки, Мэтт и Инес) вместе с птицей Диджит, которые затем попадают в Киберпространство. С помощью стратегии и математических навыков они спасают Киберпространство от злого Хакера.

## Разработка

### Задумка
«Кибергонка» была задумана в 1999 году как образовательный мультсериал, целью которого является показать детям, что математика есть везде и каждый может в ней преуспеть. Сериал побуждает зрителей видеть, думать и заниматься математикой в своем мире. Позже были разработаны шоу и вспомогательные мероприятия для поддержки математического образования, которые отражают стандарты учебной программы Национального совета учителей математики. Задумка мультсериала состоит в том, чтобы стимулировать энтузиазм к математике, моделировать математические рассуждения, помогать детям улучшать свои навыки решения задач и вдохновлять детей подходить к математике с уверенностью. В более поздних сезонах мультсериала математике уделяется меньше внимания: больше внимания уделяется заботе об окружающей среде и здоровому образу жизни.

### Производство
Изначально мультсериал производился телеканалом «Thirteen» («WNET New York») совместно со студией «Nelvana». Мультсериал транслируется на телеканале PBS Kids с 2002 года. Анимацией мультсериала с 6 сезона занимается студия Pip Animation Services Inc. Right Path Pictures выполнила постпродакшн. Студия «Curious Pictures» разработала оригинальный дизайн персонажей, а компания Twelfth Root Music занимается музыкой к мультсериалу. С 6 сезона мультсериал продюсируется телеканалом «Thirteen» («WNET New York») совместно с Title Entertainment.

### Приложения
По мотивам мультсериала были выпущены два мобильных приложения:
1. Cyberchase 3D Builder[7]
2. Cyberchase Shape Quest[8]

## Критика
Мультсериал получил положительные отзывы. Кэри Брайсон из About.com поставила шоу четыре звезды из пяти и отметила, что объяснения «простых математических идей» в сериале «обычно хорошо объясняются и вплетаются в историю в весёлой и интересной форме».
Вебсайт Common Sense Media также поставил мультсериалу четыре звезды из пяти.

## Награды
Мультсериал номинировался на 5 дневных премий «Эмми» и выиграл в 2007 году в категории «Выдающаяся широкополосная программа». Также в 2006 году он выиграл статуэтку премии «CINE Golden Eagle».